# Grütliverein

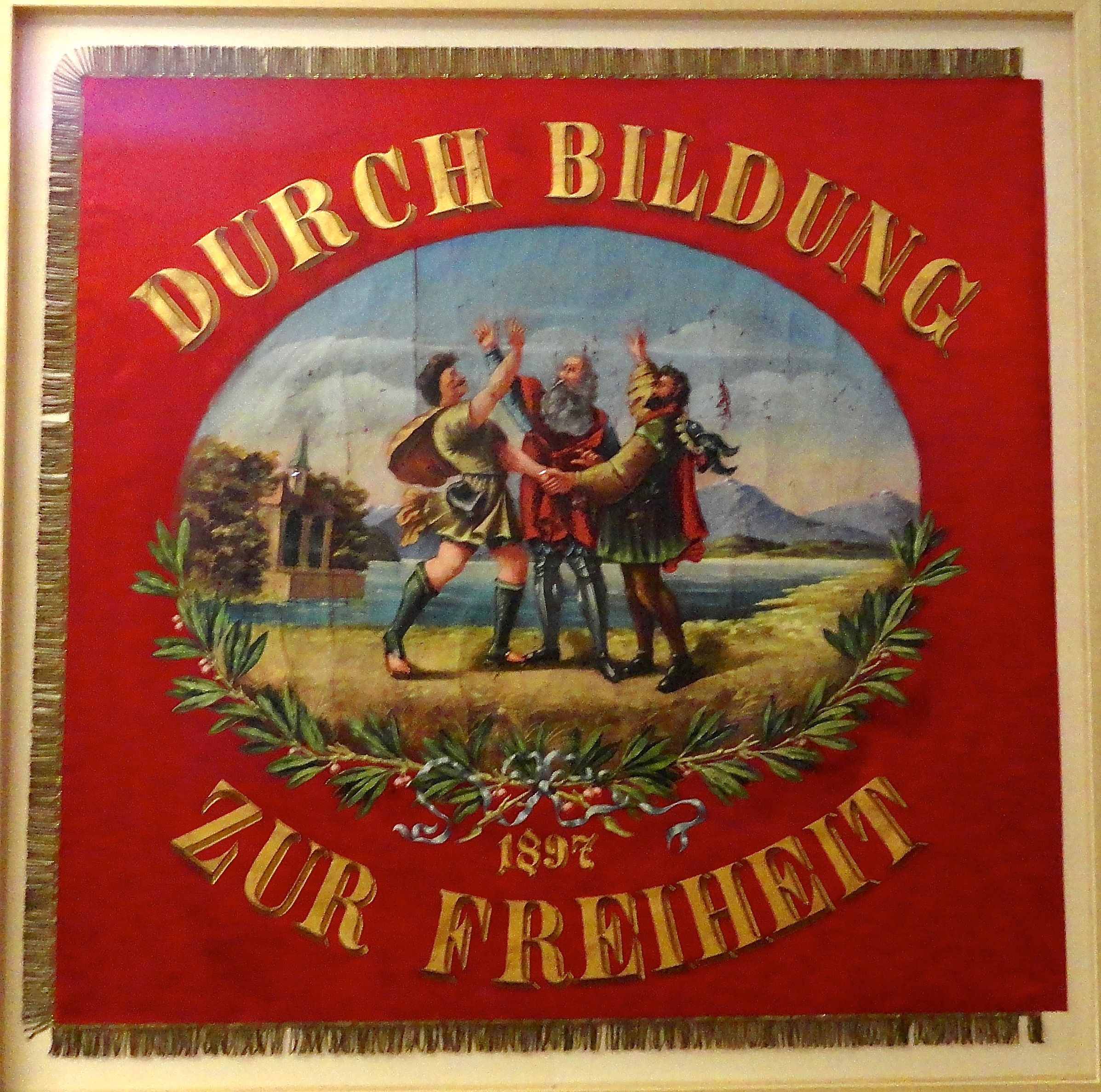
Fahne des Grütlivereins Arosa, 1897 (Rätisches Museum, Chur).

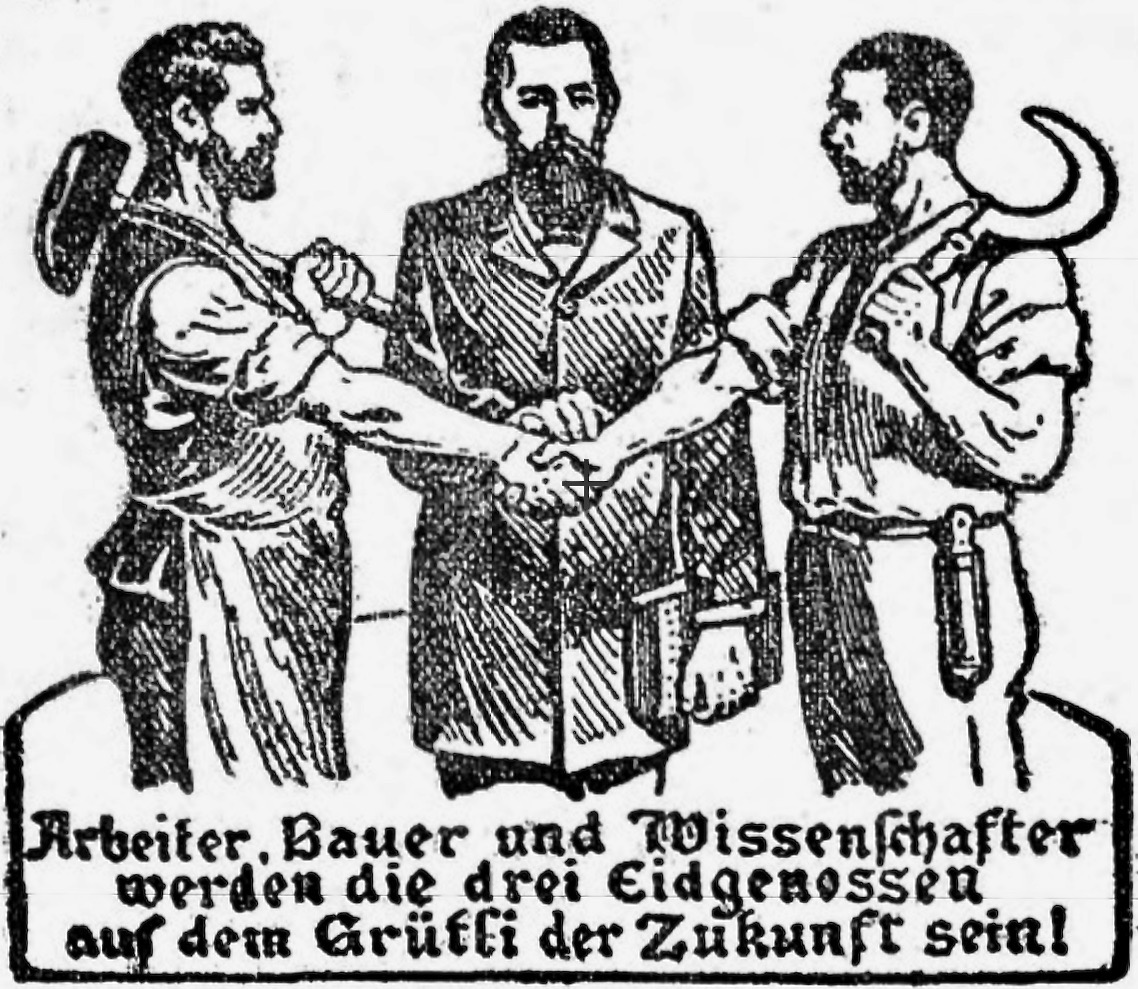
Hammer und Sichel im Logo des Grütlianers, 1906.

Der Schweizerische Grütliverein war ein vaterländisch orientierter Arbeiterverein. Er wurde am 20. Mai 1838 von Johannes Niederer in Genf gegründet, angeregt von Albert Galeer, unter Mitarbeit von Heinrich Grunholzer.

## Geschichte
Ursprünglich als Diskussionsverein für Handwerksgesellen gegründet, spielte der Grütliverein eine wichtige Rolle in der schweizerischen Arbeiterbewegung. Zunächst hatte er sich lediglich der Bildung und Erziehung verschrieben, entfaltete jedoch bald politische Tätigkeit. Mit dem Motto «Durch Bildung zur Freiheit» sollte mit der Schulung die Unabhängigkeit als Handwerksmeister und Bürger erreicht werden. In der Zeit der Bundesstaatsgründung verbreitete sich der Grütliverein. 1851 wies er 34 Sektionen und 1282 Mitglieder auf.
Die «Grütlianer» waren massgeblich an der Gründung von Gewerkschaften und Krankenkassen beteiligt.  Mehrere Sektionen des Grütlivereins sowie Arbeitervereine und Gewerkschaften vereinigten sich 1873 in Olten zum ersten Schweizerischen Arbeiterbund (Alter Schweizerischer Arbeiterbund) zu dem später noch Krankenkassen stiessen.
1851 gründeten acht Grütlianer unter Karl Bürkli mit dem Konsumverein Zürich den ersten Konsumverein in der Schweiz. 1872 entstand – auf Initiative der Oltner Sektion – die dem Namen nach bis 1995 bestehende Grütli-Krankenkasse (heute Visana). Daneben gründeten die Grütlisektionen auch Spar- und Leihkassen sowie Kindergärten.
Die vaterländische Orientierung des Grütlivereins – sein Name bezieht sich auf die mythische Gründungsstätte der Eidgenossenschaft, das Rütli – machte die Bewegung zu einem schweizerischen Sonderfall. Der Grütliverein lehnte es 1868 ab, sich der 1864 gegründeten Internationalen Arbeiterassoziation (Erste Internationale) anzuschliessen, wodurch ein Gegensatz zur internationalen sozialistischen Arbeiterbewegung entstand.

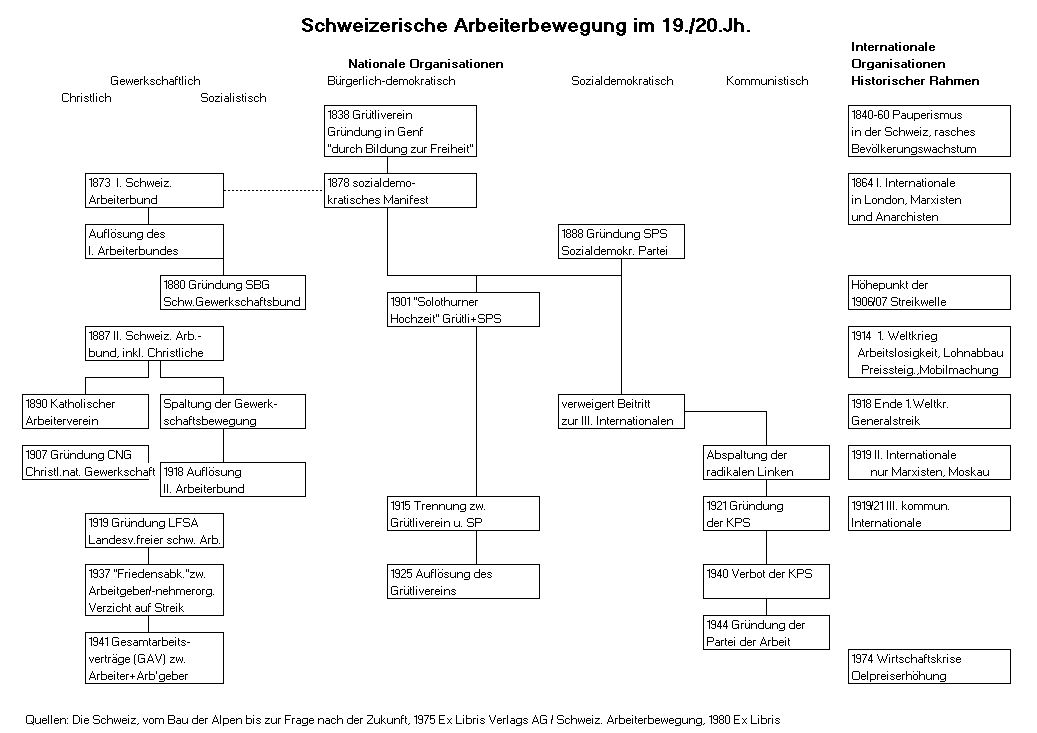
Schweizerische Arbeiterbewegung.
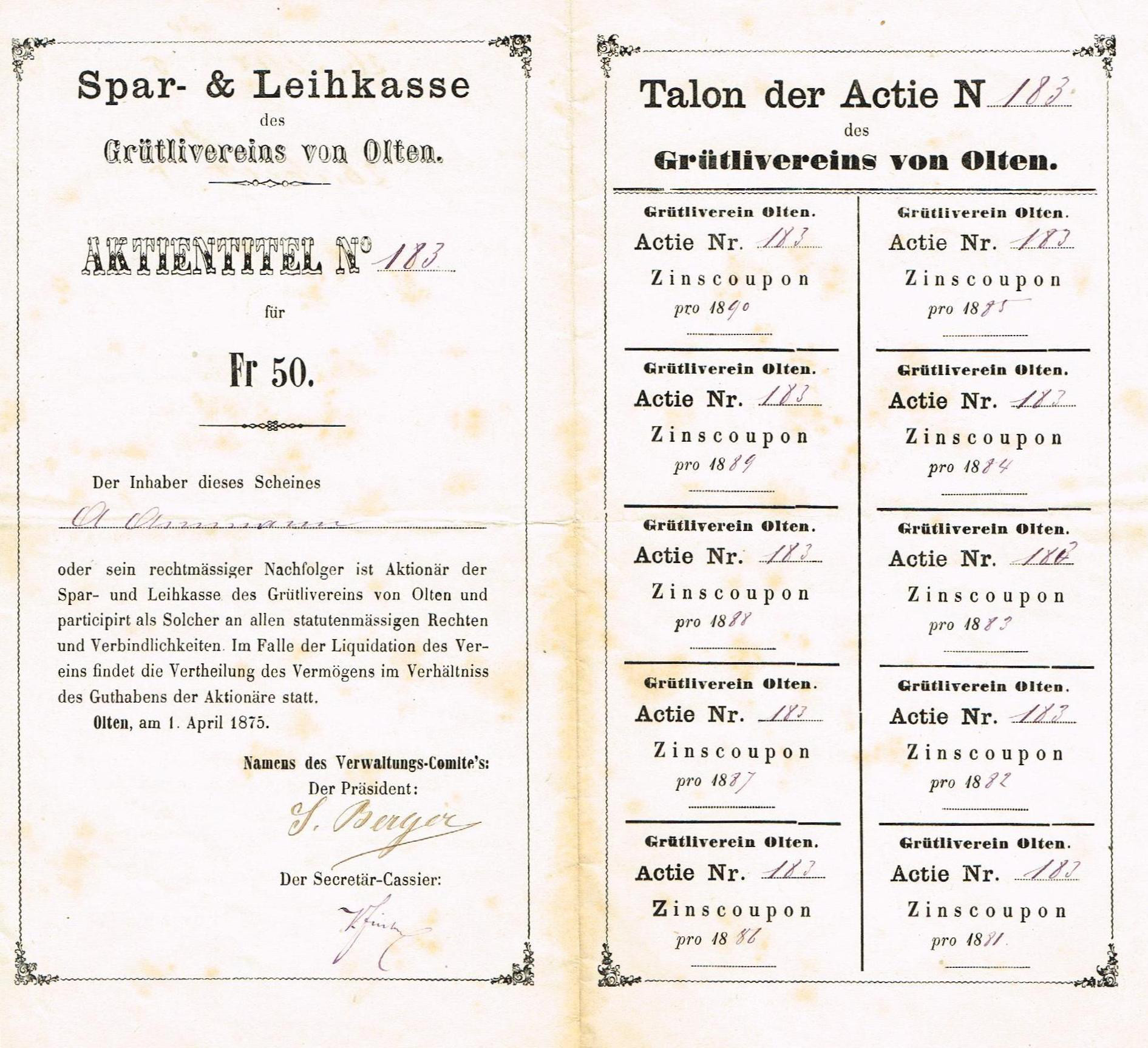
Aktie der Spar- und Leihkasse des Grütlivereins von Olten, 1875.
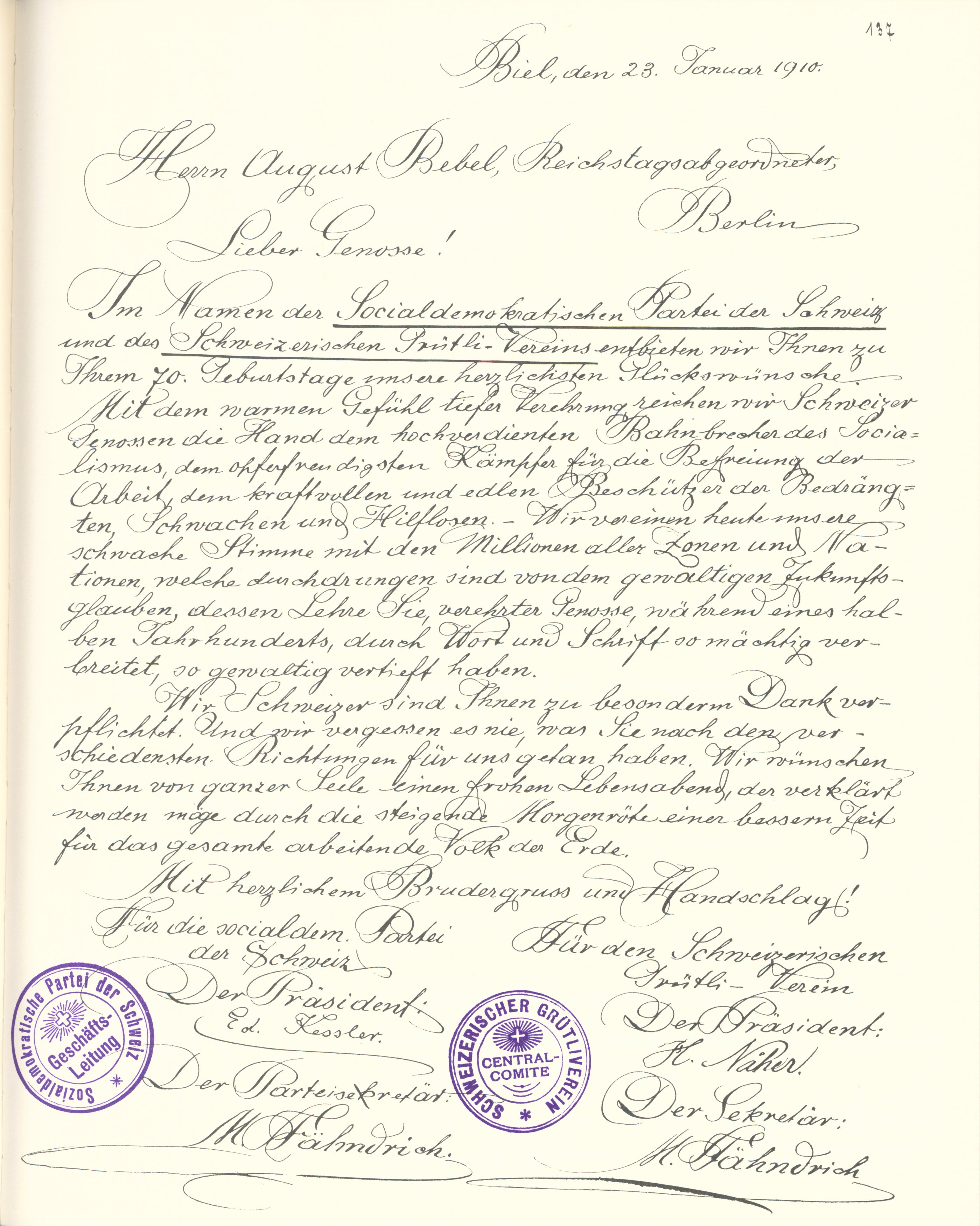
Glückwunsch an August Bebel, 1910.

Vertreter der Grütlivereine gelten als Mitgründer des Bauern- und Arbeiterbundes im Jahr 1892.
1901 fusionierte der Grütliverein mit der Sozialdemokratischen Partei der Schweiz (SP) in der sogenannten «Solothurner Hochzeit», blieb aber organisatorisch selbständig und trat 1916 wieder aus. Ab 1919 nannte er sich Schweizerischer Grütliverein, Sozialdemokratische Volkspartei der Schweiz. Bei den eidgenössischen Parlamentswahlen wurden damals noch einmal zwei Grütlianer auf eigenen Listen gewählt. Formell aufgelöst wurde der Verein 1925.
Als Parteiorgan erschien ab 1851 die Zeitung Der Grütlianer, vom 16. November 1906 bis zum 31. März 1923 täglich als Grütlianer mit dem Untertitel Sozialdemokratisches Tagblatt, von da an bis 1925 noch zweimal wöchentlich als Grütlianer.

## Präsidenten
- 1868–1872: Friedrich Bernet
- 1872–1875: Arnold Lang[1]